# Ignacio Lewkowicz
Ignacio Lewkowicz (15 de agosto de 1961 - 4 de abril de 2004) fue un historiador y filósofo argentino dedicado al estudio de la subjetividad contemporánea.

## Biografía y perfil
Como historiador, su especialidad ha sido la historia antigua y la temática de sus tesis de Licenciatura en Historia, por la Facultad de Filosofía y Letras de la Universidad de Buenos Aires, trabajó la demografía espartana en relación con sus instituciones.
Pero su campo de investigación ha sido otro. En conversación con la economía, la política, el derecho, la pedagogía, el psicoanálisis, la arquitectura y la ética, su terreno de trabajo se ha definido en torno de las transformaciones contemporáneas en la subjetividad y en las formas de subjetivación.
Lewkowicz falleció junto a su mujer en un accidente de lanchas en el Tigre el 4 de abril de 2004.

## Obras
- Sucesos argentinos (2002)
- Pensar sin Estado (2004)[2]

### En colaboración
- La historia desquiciada (Grupo Oxímoron, 1993);
- El malestar en el sistema carcelario 1996;[3]
- La historia sin objeto (con M. Campagno, 1998);
- ¿Se acabó la infancia? Ensayo sobre la destituión de la niñez. (con Cristina Corea, 1999);
- Del fragmento a la situación (con M. Cantarelli y el Grupo Doce, 2001);
- Pausa. Notas ad hoc (con E. Ballester y M. Cantarelli)
- Arquitectura, plus de sentido (con P. Sztulwark, 2003),[2]
- Las drogas en el siglo, ¿que viene?. 1999. (AA.VV. junto a Juan Dobón y G. Hurtado), Edama editorial.
- Estado en construcción (Grupo de Reflexión Rural en diálogo con Ignacio Lewkowicz), Editorial Tierra Verde, 2003;[4]
- Pedagogía del aburrido. Escuelas destituidas, familias perplejas. (con Cristina Corea, 2004)